# Pervari
Pervari (kurdisch Xisxêr) ist eine Stadt und Hauptort des gleichnamigen Landkreises (İlçe) in der südostanatolischen Provinz Siirt. Pervari liegt etwa 90 Straßenkilometer (Luftlinie: 55 km) östlich der Provinzhauptstadt Siirt. Laut Siegel erhielt der Ort 1927 den Status einer Gemeinde (Belediye)
Der Landkreis Pervari liegt im Osten der Provinz und grenzt an den Kreis Şirvan im Norden, an den Kreis Eruh im Westen sowie an die Provinz Bitlis im Norden, die Provinz Van im Osten und die Provinz Şırnak im Süden. Den höchsten Punkt im Kreis bildet der Berg Herekol mit 2838 m.
Der Landkreis (bzw. Kaza als Vorgänger) bestand bereits bei Gründung der Türkischen Republik (1923). Zur ersten Volkszählung (1927) konnte er auf eine Einwohnerschaft von 6987 (auf 1235 km² Fläche in 34 Ortschaften) verweisen, davon 770 Einwohner im Verwaltungssitz Pérvari.
Ende 2020 bestand der Kreis neben der Kreisstadt (mit 6218 Einw. die viertgrößte der Provinz) mit Beğendik (2164 Einw.) aus einer weiteren Gemeinde (Belediye) sowie 38 Dörfern (Köy) mit durchschnittlich 590 Bewohnern. Sechs Dörfer haben über 1000 Einwohner: Doğanköy (2346), Palamutlu (1465), Gökbudak (1464), Güleçler (1314), Düğüncüler (1194 Einw.) und Gökçekoru (1036 Einw.). 13 Dörfer haben mehr Einwohner als der Durchschnitt (590). Die Bevölkerungsdichte ist die zweitniedrigste der Provinz, der städtische Bevölkerungsanteil liegt bei 27,2 %.

## Persönlichkeiten
- Zübeyir Aydar (* 1961) – Politiker